# Une femme fantastique
Pour plus de détails, voir Fiche technique et Distribution.
Une femme fantastique (Una mujer fantástica) est un film dramatique chilien écrit et réalisé par Sebastián Lelio et sorti en 2017.
Il est présenté en sélection officielle à la Berlinale 2017 où il remporte l'Ours d'argent du meilleur scénario et le Teddy Award du meilleur film. Il obtient également l'Oscar du meilleur film en langue étrangère.

## Synopsis
Marina, une jeune femme, serveuse transgenre, aspire à devenir chanteuse. Elle développe une relation amoureuse avec Orlando, le propriétaire d'une imprimerie de vingt ans plus âgé qu'elle. Tous deux planifient leur avenir ensemble, mais Orlando meurt soudainement. Marina se voit contrainte d'affronter la famille d'Orlando et de se battre afin de prouver qu'elle est une femme forte, honnête et fantastique.

## Fiche technique
- Titre original : Una mujer fantástica
- Titre français : Une femme fantastique
- Réalisation : Sebastián Lelio
- Scénario : Sebastián Lelio, Gonzalo Maza
- Production : Juan de Dios Larraín, Pablo Larraín, Sebastián Lelio, Gonzalo Maza
- Photographie : Benjamín Echazarreta
- Montage : Soledad Salfate
- Musique : Nani García et Matthew Herbert
- Pays d'origine : Chili
- Langue originale : espagnol
- Format : couleur
- Genre : dramatique
- Durée : 104 minutes
- Dates de sortie :
  -  Allemagne : 12 février 2017 (Berlinale)
  -  Chili : 6 avril 2017
  -  France : 12 juillet 2017

## Distribution
- Daniela Vega : Marina Vidal
- Francisco Reyes : Orlando Onetto
- Luis Gnecco : Gabo, le frère d'Orlando
- Aline Küppenheim : Sonia, la femme d'Orlando
- Amparo Noguera : Adriana, la commissaire
- Trinidad González : Wanda, la sœur de Marina
- Néstor Cantillana : Gaston, le mari de Wanda
- Alejandro Goic : le docteur
- Sergio Hernández : le professeur de chant
- Nicolás Saavedra : Bruno, le fils d'Orlando
- Marcial Tagle : un ami de Bruno
- Antonia Zegers : Alessandra, la patronne du restaurant où travaille Marina

## Production

### Tournage
L'actrice transgenre Daniela Vega est d'abord recrutée comme consultante afin de rendre le scénario plus réaliste, et est finalement choisie comme interprète du rôle principal,.

### Musique
La musique originale est composée par Matthew Herbert.
Des extraits musicaux sont aussi inclus dans le film:
- Periódico de Ayer de Héctor Lavoe (chanté par Marina dans le club).
- (You Make Me Feel Like) A Natural Woman d'Aretha Franklin.
- Ombra mai fu, air de l'opéra Serse de Haendel (chanté par Marina dans la scène finale).
- Time du groupe Alan Parsons Project (générique de fin).

## Analyse
Le genre du film se place entre mélo et drame, et ne se laisse pas définir plus facilement que son héroïne, dont l'identité est choquante pour plusieurs interlocuteurs. Le réalisateur a pour objectif d'« exercer notre flexibilité spirituelle ». Il s'inscrit dans une dimension poétique et surréaliste courante dans le cinéma chilien.

## Accueil

### Accueil critique
L'accueil critique est positif : le site Allociné recense une moyenne des critiques presse de 3,6/5, et des critiques spectateurs à 3,9/5.
Frédéric Strauss de Télérama écrit,« Esprit d'Almodóvar, es-tu là ? L'univers du cinéaste espagnol semble sans cesse cité dans ce film tourné à Santiago du Chili. Parce que c'est le portrait d'une femme flamboyante. [...] Avec ce personnage et son étonnante interprète, Daniela Vega, Sebastían Lelio nous entraîne dans un monde singulier et libre, affranchi de références ».
Jean-Baptiste Morain des Inrockuptibles écrit « au-delà d’une simple condamnation de la morale bourgeoise traditionnelle, le film (coproduit par Pablo Larraín et Maren Ade) prend un autre virage, bien plus troublant. [...] cette dignité d'un corps, d'une démarche, ses silences, son calme, sont ce qui, avec une bande-son sublime et mystérieuse, font d'Une femme fantastique un film fascinant, qui laisse le spectateur parfois hypnotisé [...] la tension que maintient Lelio tient à des choix de mise en scène très secs. En réalité, ce que ne tolère pas la société, dit le film, c’est de ne pas savoir si Marina est une femme ou un homme. [...] La monstruosité que tous ces personnages lui renvoient sans fard, sans classe, c’est la leur. Et aboutit à un film poignant et parfois hallucinant sur la difficulté à faire son deuil du corps : celui de l’être aimé, celui que l’on avait à la naissance. ».

### Box-office
- France : 80 912 entrées[10]

### Débats dans la société chilienne
Le film soulève de nombreux débats au Chili, encore conservateur sur certains aspects de société. Une loi est en discussion en 2017 pour faciliter le changement de genre à l'état civil. L'actrice principale Daniela Vega soutient cette réforme et le succès international du film a offert un soutien bienvenu aux militants trans.

## Distinctions

### Récompenses
- Berlinale 2017 :
  - Ours d'argent du meilleur scénario
  - Teddy Award du meilleur film[12].
- Festival du film de Cabourg 2017 :
  - Grand prix du jury
  - Prix de la jeunesse
- Festival international du nouveau cinéma latino-américain de La Havane 2017[13] :
  - Prix spécial du jury.
  - Prix de la meilleure actrice pour Daniela Vega (ex aequo avec Sofía Gala pour Alanis).
- Festival international du film de Palm Springs[14] :
  - Mention Honorable. Prix du jury Cine Latino
  - Prix de la meilleure actrice dans un film en langue étrangère pour Daniela Vega.
- Prix Goya 2018[15] :
  - Meilleur Film Ibéroaméricain
- Independent Spirit Awards 2018 [16] :
  - Meilleur film international
- Oscar du meilleur film en langue étrangère 2018[17]
- Prix Platino 2018 du meilleur film ibérique

### Nomination
- Golden Globes 2018 : Meilleur film en langue étrangère